# Кохо (язык)
Кэхо (срэ, кохо) — язык народа срэ, в основном проживающего во вьетнамской провинции Ламдонг. Кэхо относится к южной группе бахнарской ветви австроазиатской семьи языков.

## О названии
Самоназвание — [kɔn.caw]; «кэхо» или «кохо» (Kơho) — официальное название этого народа и языка на вьетнамском языке, восходящее к тямскому обозначению нескольких народов, проживающих в южной части Центрального плато. Срэ — престижный диалект кэхо, это слово означает «рис, выращиваемый на заливных полях».

## Современное положение

### Ареал и численность
Общая численность кэхо — 207 500 человек во Вьетнаме и несколько тысяч во Франции и США. Большинство кэхо проживают на юге Центрального плато, в провинции Ламдонг, некоторые живут в отдельных поселениях в соседних провинциях. Рельеф этих мест сложный: здесь находятся гора Лангбиан высотой 2200 м, плато Далат и Дилинь, которые разделяет долина Дадынг (Đa Đưng); на юге плато Дилинь расположены горы высотой до 1000 м. В то же время красные вулканические почвы региона дают высокие урожаи.

### Диалекты
Выделяется не менее 12 диалектных групп:
- тиль, тил, чиль, кил — север и северо-восток гор Лангбиан;
- калоп, тулоп, тэлоп;
- кэзён, кзон, кэён, коду — юго-восток уезда Дилинь[вьет.] и город Баолок;
- лать, лак, лат — юг и юго-запад гор Лангбиан в уезде Лакзыонг;
- ма;
- ноп, среноп — юг уезда Дилинь, деревни Шондьен[вьет.] и Зябак[вьет.];
- пру;
- риен, рионгто, рионг, рион;
- соп, срэ, тяусэре, тьосрэ — Дилинь и Баолок;
- тола, тала, тэла;
- тринг, тринь, чинг.

На идиоме ма говорит этнографическая группа ма, считающая себя отдельным народом. Ма отличаются от остальных кэхо тем, что возделывают суходольные рисовые поля и практикуют патрилинейный счёт родства. Ввиду этого наречие ма обычно отделяется от остальных языков кэхо.
Некоторые диалектные группы дробятся и далее: так у срэ выделяются так называемые диалекты A, B и C. Срэ — престижный диалект, что объясняется плотным контактом с французской колониальной администрацией ещё в XIX веке.

## Письменность
Письменность для диалекта срэ была создана французской колониальной администрацией в 1935 году, она основана на вьетнамской латинице куокнгы. Эта орфографическая система преимущественно следовала фонематическому принципу; она подвергалась ревизии в 1949, 1953 и 1960-х годах. Отличия в разных вариантах сводятся к записи гласных звуков: в алфавите 1936 года фонема /e/ записывалась буквой i, а в алфавите, созданном Альянсом христиан и миссионеров вместе с Summer Institute of Linguistics в 1953 году — ê. В 1983 году коммунистическим правительством была создана современная вьетнамская орфография на основе куокнгы. В общинах кэхо в Северной Каролине новая орфография отвергается; индивидуальное предпочтение варианта 1936 или 1953 года зависит от того, к какой церкви принадлежит человек.

## Лингвистическая характеристика

### Фонетика и фонология

#### Гласные
|                | Передние        | Средние | Задние              |
| -------------- | --------------- | ------- | ------------------- |
| Верхние        | /i/ [i]~[ɪ]     | /ɨ~ɯ/   | /u/                 |
| Средне-верхние | /e/ [i]~[ɪ]~[e] | /ə/     | /o/                 |
| Средне-нижние  | /ɛ/             |         | /ɔ/                 |
| Нижние         | /a/             |         | /ɑ/ [ɒ] ~ [ɑ] ~ [ɐ] |

- Фонема /ɑ/ отсутствует в диалекте срэ C[11].

#### Согласные
|               |                  | Губные | Зубные/ альвеолярные | Нёбные | Велярные | Глоттальные |
| ------------- | ---------------- | ------ | -------------------- | ------ | -------- | ----------- |
| Носовые       | Носовые          | /m/    | /n/                  | /ɲ/    | /ŋ/      |             |
| Взрывные      | непридыхательные | /p/    | /t/                  | /c/    | /k/      | /ʔ/         |
| Взрывные      | придыхательные   | /pʰ/   | /tʰ/                 | /cʰ/   | /kʰ/     |             |
| Взрывные      | звонкие          | /b/    | /d/                  | /ɟ/    | /g/      |             |
| Взрывные      | глоттализованные | /ɓ/    | /ɗ/                  |        |          |             |
| Фрикативные   | Фрикативные      |        | /s/                  |        |          | /h/         |
| Дрожащие      | Дрожащие         |        | /r/                  |        |          |             |
| Аппроксиманты | Аппроксиманты    | /w/    | /l~r/                | /j/    |          |             |

В слогах, кончающихся на /c/ и /ɲ/, за гласным следует палатальный оффглайд: /ʔaɲ/ → [ʔaʲɲ].
Фонема /r/ обычно реализуется как трель, но в положении после начального согласного она редуцируется до одноударного [ɾ].

#### Фонотактика и морфонология
Слово состоит из единственного слога, который может предварять пресиллаб.
Возможная структура пресиллаба — C1VC2. Первый согласный может быть любым, второй — носовой или плавный согласный, гласный — только шва. В срэ, как и во всех южнобахнарских языках, пресиллаб имеет тенденцию к ослаблению.
- Если пресиллаб оканчивается носовым согласным, гласный звук в нём исчезает, а носовой согласный становится слоговым; инициаль оглушается:

/sənduj/ → [sn̩ˈduːj]; /ləmpjat/ → [l̥m̩ˈpjat].
- Если пресиллаб оканчивается /l/, он оглушается; если за ним следует глухой смычный согласный, то /l/ либо оглушается, либо совсем исчезает:

[l̥m̩ˈpjat] → [m̩ˈpjat].
/gəltaŋ/ → [gəl̥ˈtaŋ]; /gəltaw/ → [gəˈtaw].
Структура основного слога — C1(C2[C3])V(C4[C5]):
- C1 — любой согласный,
- C2 — плавный согласный или полугласный,
- C3 — плавный согласный,
- C4 — запрещены звонкие, ингрессивные и придыхательные смычные, а также /r/,
- C5 — либо /Ɂ/, если C4 — /j/ или /w/; /h/, если C4 — /j/.

| Структура | Пример | Перевод                        |
| --------- | ------ | ------------------------------ |
| CV        | sa     | «есть, принимать пищу»         |
| CVC       | kis    | «жить»                         |
| CVCC      | ləwɁ   | «складка»                      |
| CCV       | sre    | «заливное рисовое поле»        |
| CCVC      | mpaŋ   | «нога»                         |
| CCVCC     | glaːjʔ | «удовлетворять, умилостивлять» |
| CCCV      | ŋgwi   | «садиться»                     |
| CCCVC     | krjaŋ  | вид твёрдой древесины          |

Удвоение согласных запрещено; стечения одинаковых согласных упрощаются. Запрещены стечения двух носовых (первый удаляется) и двух плавных:
/tən + muːʔ/ → [tə muːʔ].
Палатальный плавный не может следовать за другим палатальным согласным (*cj-, *ɟj-, *ɲj-, *ɲhj-). Стечения альвеолярного согласного и /l/ приводят к удалению первого.
В слоге с долгим гласным конечная гортанная смычка удаляется, если за ней следует другой слог:
/dàʔ mɛ/ → [daː mɛ],
/luʔ da/ → [luʔ daʔ].
Долгота долгих гласных реализуется полноценно только в последнем слоге слова и под ударением. Зачастую долгота кратких и безударных долгих гласных неразличима и их отличает только музыкальное ударение. Диалекты срэ A, B и C отличаются ударением. Во всех диалектах краткие гласные имеют ровный тон, а долгие — падающий; в A и C долгие имеют резко падающий тон, в B — низкий повышающийся.

## История изучения
Изучением кэхо и их языка занимался Жак Дурн (фр. Jacques Dournes), его публикации 1950—1970-х годов до сих пор являются важнейшими источниками для лингвистов. Важный вклад внесли также работы Жильбера Боше (фр. Gilbert Bochet); курс кэхо Хелен Эванс и Пегги Боуэн (1962); «Basic Kơho» Нила Олсена (1968); «Outline of Sre structure» Тимоти Мэнли (1972); работы Хоанг Ван Ханя (вьет. Hoàng Văn Hành, 1983), Ли Тоан Тханга (вьет. Lý Toàn Thắng, 1985), и Та Ван Тхонга (вьет. Tạ Văn Thông, 2004).